# Catherine Lascaridou
Pour les articles homonymes, voir Laskarídou.
Ekateríni Laskarídou (grec moderne : Αικατερίνη Λασκαρίδου) ou Catherine Lascaridou, née Khristománou (1842, Vienne – 1916), est une enseignante et pédagogue grecque. Elle a posé les bases de l'éducation maternelle en Grèce, ce qui fait d'elle l'une des personnalités les plus influentes de son époque dans le monde de l'éducation de son pays. 

## Jeunesse et éducation
Catherine Lascaridou est née à Vienne de l'union de Konstantínos Christomános et María Kazási, originaires de Meléniko. Elle étudie à l'Académie pédagogique de Vienne où elle se spécialise dans les domaines de la philosophie, l’histoire et la pédagogie. C'est ainsi qu'elle découvre le système de Fröbel . En 1858, elle épouse Laskaris Laskarides, un marchand de Bursa. 

## Le travail de Catherine Lascaridou dans l'éducation en Grèce
Catherine Lascaridou est très influencée par le système Fröbel pour la création de ses jardins d'enfants. De même, elle soutient l'idée que le préscolaire doit être à la base du système éducatif et contribuer à améliorer l'éducation des enfants. Catherine Lascaridou reste en Europe pendant un an et demi pour se familiariser au fonctionnement des écoles européennes. A son retour, elle introduit la méthode froebelienne, initialement incontestable dans la société grecque.
En 1864, elle fonde l'école grecque des filles à Athènes où elle introduit la méthode d'enseignement froebelienne, ce qui est une première en Grèce. Le premier directeur est le philosophe Fani M. Hill. Catherine Lascaridou est directrice adjointe depuis le début. Elle succède à Mme Hill et prend la direction de l'école en 1867. Plus tard, Méthodios, évêque de Syros, enseigne à l'école grecque des filles par I. Pantazidis, Ad. Kyriakos, V. Lakon, T. Argyropoulos et S. Sakellaropoulos, ainsi que MM. I. Moschakis, Argyriadis, Grammatikopoulos, Spathakis, Mylonas et bien d'autres. L'école cesse ses activités en 1970.
Pour mettre en pratique les préceptes de l'école Fröbel, elle crée en 1881 « L'école grecque des filles », première organisation éducative qui forme gratuitement ses 36 premiers enseignants et enseignantes de maternelle pour diffuser ses méthodes d'éducation préscolaire. En comparaison avec les États-Unis et l'Europe, Catherine Lascaridou place la Grèce parmi les pays les plus novateurs de leur temps pour ce qui concerne les méthodes pédagogiques.
Pendant la guerre de 1897, elle organise deux ateliers pour les femmes dans le besoin dans les salles des théâtres municipales d'Athènes et fonde plus tard plusieurs écoles maternelles publiques. Dans la même année elle créé le premier « jardin d'enfants ». En 1906, elle lance des cours d'artisanat de nuit pour les enseignants et enseignantes.
Enfin, en 1912, elle fonde l'École Supérieure d'Athènes et l’École Maternelle Nationale pour la formation pratique des pédiatres. Elle reçoit également les honneurs de la Croix d'argent du Sauveur.

## Ses œuvres
Catherine Lascaridou compte quelques publications à son actif. Elle rédige son premier livre, Comment éduquer les gens, et publie d'autres écrits sur des sujets divers tels que la pédagogie, la sociologie, le tourisme et la linguistique.
Par ailleurs, plusieurs de ses romans sont publiés après sa mort : La Cheminée en 1935, Mots Cachés et Laocratie en 1944. Le dernier était Stella en 1945.

## La mort et l'héritage de Catherine Lascaridou
Catherine Lascaridou est tuée dans un accident de voiture en 1916. Elle laisse deux filles, Sophía (1882-1965) et Irène (1889-1958) qui excellent dans leurs domaines respectifs.
Peintre, Sofia est la première élève de l'École des Beaux-Arts d'Athènes (1903-1907). Elle est particulièrement adepte des mouvements impressionnistes et suit de près les pionniers en la matière en Grèce. Elle termine ses études à Munich et devient le peintre préféré de la famille royale grecque. À la mort de Catherine, elle retourne en Grèce et dirige l’école « School of Preschool Teachers » fondée par sa mère. Elle enseigne également le dessin et la peinture pendant 31 ans.  Elle expose son travail dans diverses expositions au pays et à l'étranger, dont beaucoup sont récompensées. En 1958, Le journal de ma vie est publié.
Irène, après avoir étudié dans 48 institutions pour aveugles à l'étranger, fonde et installe dans sa villa (1907) la première école pour aveugles en Grèce. Elle développe également un système éducatif et rédige les premiers livres sur la cécité avec la méthode braille en grec. En 1938, elle crée l'association « Amis des aveugles », dont elle a été la présidente à vie. Elle est membre de nombreuses administrations syndicales et représente la Grèce à diverses conférences internationales et expositions à l'étranger. Sa pensée progressiste, sa grande éducation, son humanité et son dur labeur la caractérisent.
En général, l'École Maternelle en Grèce est indissociable de la vie et du travail de Catherine Lascaridou. Dans les premières années de son fonctionnement, ces écoles sont identifiées comme «Station d'enfants». Mais comme dans d'autres pays, les deux institutions différencient progressivement leurs objectifs. L'École Maternelle devient progressivement une école systématique.
À partir de 1905, la généralisation systématique des Écoles Maternelles en Grèce commence à se standardiser en adoptant le système de Catherine Lascaridou. À la suite des efforts de Laskaridou, entre 1901 et 1912, les « Écoles Maternelles Populaires » ont été créés dans les quartiers pauvres de l'agglomération d'Athènes (comme Kallithéa, Makriyánni) et les « Écoles Maternelles Populaires » du Pirée.
Ces jardins d'enfants ont pour objectif d'éduquer les enfants de la classe ouvrière et la population en général conformément aux normes de la bourgeoisie, qui les finance également. Cela rappelle les exemples des pays d'Europe occidentale, où la charité remplace souvent l'État providence.

## Distinctions
- Chevalier de l'ordre du Sauveur

## Études et travaux biographiques sur Catherine Lascaridou
- Averoff, G. Organisation mondiale pour l'éducation préscolaire., & Comité français pour l'éducation préscolaire. (1957). La vie et l'oeuvre de Catherine Lascaridou: Fondatrice des premières écoles maternelles en Grèce. Pantin: Secrétariat du CFEP.
- Bibliothèque publique de Serres. (s. d.). Catherine Lascaridou (1842-1916)[5].
- École hellénique des filles (el) de Catherine Lascaridou.
- Katevas, G. (1992). L'éducation préscolaire en tant qu'institution. Athènes: Organisation de l'édition des manuels scolaires.
- Nikolakaki, M., Sofrona, E., Kiamili, F. (2001). Éducation préscolaire, Classe B’ 1er Cycle, 2ème Cycle. Athènes: ministère de la Santé et du Bien-être social.